# Kundiawa
Kundiawa est une ville de Papouasie-Nouvelle-Guinée.
Il s'agit de la capitale de la province de Simbu.